# 大鈴山 (愛知県)
大鈴山（おおすずやま）は愛知県北設楽郡設楽町と東栄町の境界にある山である。

## 概要
標高1,011.5m。平山明神山と岩古谷山の北に位置する。山麓の和市から東海自然歩道が通っており、中腹の池葉守護神社から鹿島山を経由して大鈴山まで登山道が延びている。北側の柴石峠周辺は化石の発掘場所であった。